# Gioco da tavolo

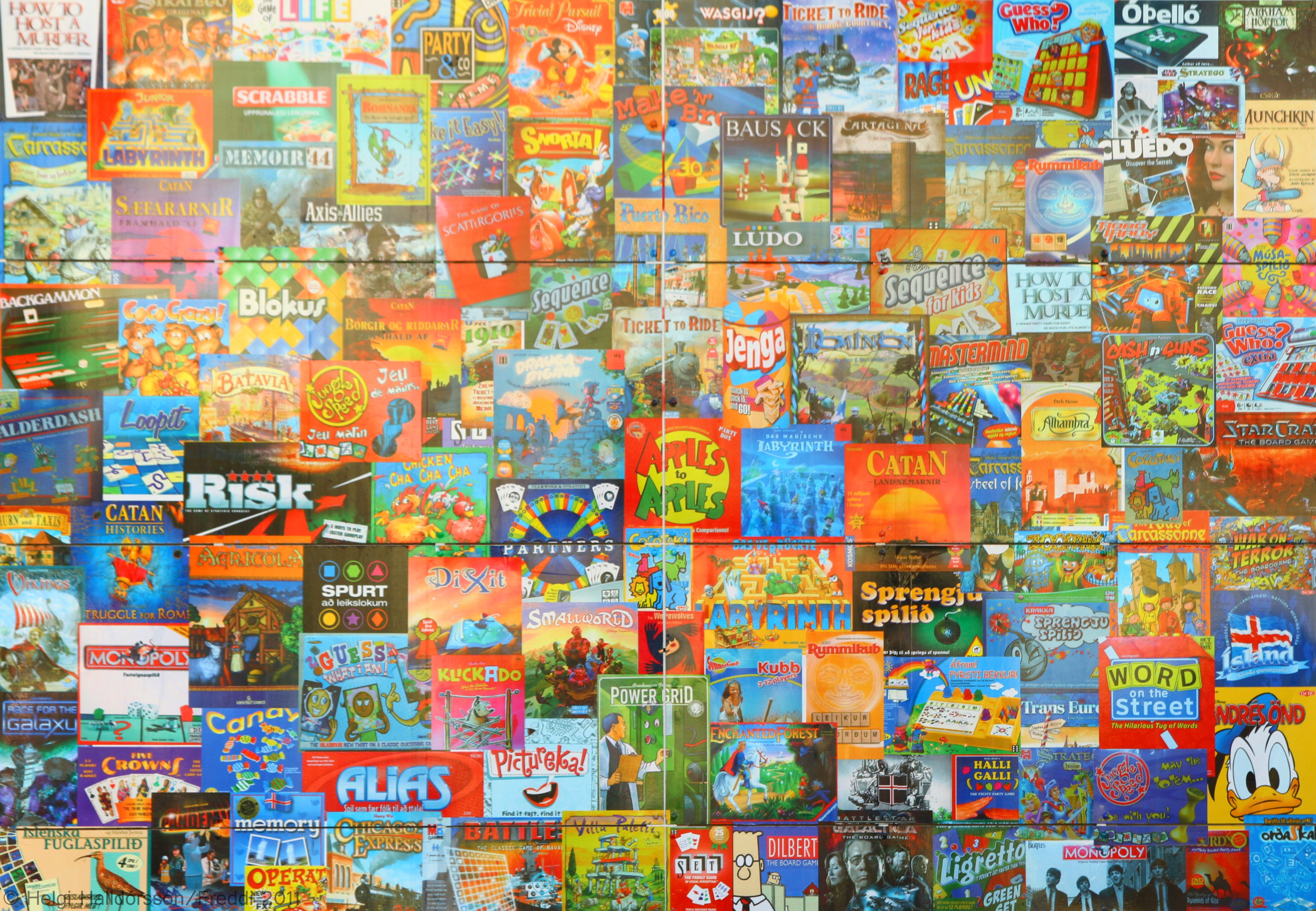
Alcune copertine di giochi da tavolo moderni

Un gioco da tavolo è un gioco che richiede una ben definita superficie di gioco, che viene detta di solito "tabellone" o "plancia" laddove non esistano termini più specifici legati allo specifico gioco in questione (come scacchiera o damiera); sulla superficie vengono solitamente piazzati e/o spostati i "pezzi" che, sempre in assenza di termini più specifici, si diranno "segnalini".

## Descrizione
Si tratta di una categoria di cui non è possibile dare una definizione sufficientemente precisa; per esempio, il concetto di tabellone può essere anche inteso in senso piuttosto lato (includerà il caso di plance individuali per i giocatori, tabelloni assemblati via via come parte del gioco, ecc.). In sostanza, si potrebbe includere in questa categoria qualunque gioco richieda un tavolo o superficie analoga, ma escludendo i giochi di carte tradizionali, che sono un mondo a sé; oppure ci si può rifare all'espressione (tutto sommato non meno vaga) "giochi in scatola".
I giochi da tavolo rappresentano un fenomeno piuttosto diffuso nei paesi occidentali come momento di aggregazione, sebbene la loro importanza nella vita sociale dipenda anche dalle tradizioni nazionali. In Germania e nei paesi di lingua tedesca, per esempio, la cultura del gioco da tavolo è molto più diffusa che in Italia. Non a caso, proprio la Germania ospita sin dal 1979 il premio Spiel des Jahres (Gioco dell'Anno), che è il più importante riconoscimento del mondo per i giochi da tavolo.
Questo genere di giochi ha una notevole importanza come intrattenimento per la famiglia, specialmente per quelli che si prestano a essere giocati a tutte le età; ma non mancano giochi da tavolo le cui regole possono risultare troppo complicate persino per molti adulti (come alcuni wargame) o che richiedono un ragionamento attento e approfondito (come molti classici giochi astratti, quali gli scacchi e la dama).

### Simulazioni e giochi astratti

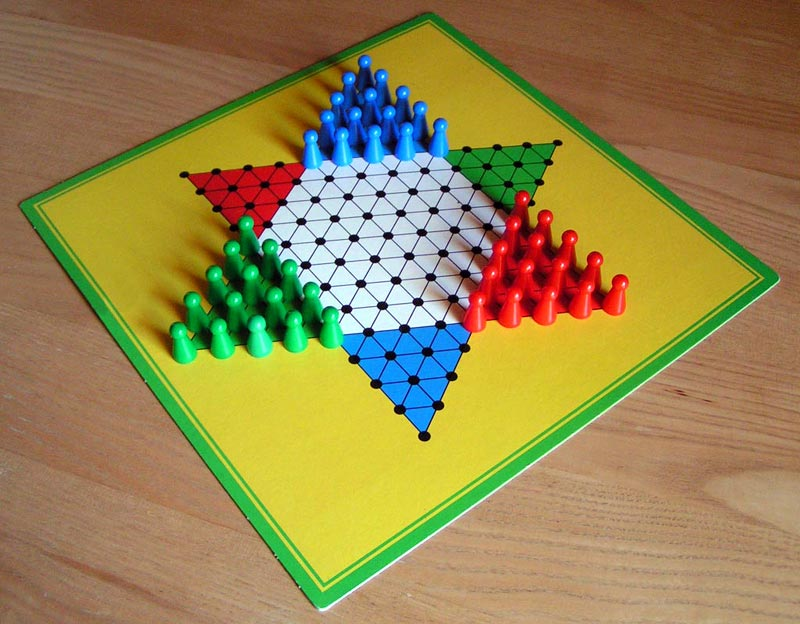
Il tavoliere della dama cinese.

Alcuni giochi possono essere considerati come simulazioni, più o meno semplificate, di aspetti della vita e del mondo reale, favorendo la finzione e il gioco di ruolo. Esempi celebri di giochi di simulazione includono Monopoly (che è una simulazione del mondo del mercato immobiliare), Cluedo (in cui i giocatori impersonano investigatori sulla scena di un delitto), o RisiKo!, il più diffuso in Italia fra le molte migliaia di giochi che simulano la guerra e la geopolitica. Una simulazione molto più realistica dello scontro militare si trova nei wargame propriamente detti. Vi sono giochi di simulazione sul gioco del calcio, come Subbuteo o FooTable, con pedine che rappresentano i calciatori, che si muovono con un “tocco a punta di dito” nel primo o in base al risultato di dadi nel secondo.
D'altro canto, alcuni giochi non rappresentano alcuna situazione reale o alludono alla realtà solo molto vagamente; vengono solitamente detti "giochi astratti". Esempi classici includono gli scacchi, la dama, la dama cinese, il go e il reversi, il domino, il mahjong, il mancala, il backgammon. Molti di questi giochi hanno forti connotazioni geometriche o matematiche. In questa categoria si possono anche classificare i "giochi di parole" come Scarabeo o Verba Game e i giochi di indovinelli e domande come Trivial Pursuit.
Giampaolo Dossena, uno tra i massimi esperti di giochi in Italia, ha proposto la suddivisione dei giochi in "giochi di ambientazione" e di "simulazione". I primi sono i giochi il cui regolamento non ha nessun legame specifico con il contesto rappresentato (per esempio Monopoly), i secondi, viceversa, rappresentano ricostruzione in meccanismi e procedure di gioco dell'ambito reale di ispirazione (per esempio i wargame).

### Determinismo, fortuna, e statistica
Un'altra suddivisione dei giochi può essere fatta in ragione della rilevanza dell'elemento casuale, e quindi della fortuna, nelle dinamiche del gioco. Nei giochi a informazione completa la fortuna è in genere completamente assente; una buona parte dei giochi astratti (scacchi, dama, e così via) ha questa caratteristica. Questi giochi hanno una meccanica completamente deterministica: in ogni momento, la situazione di gioco dipende "esclusivamente" dalle scelte via via operate dai giocatori e i giocatori hanno tutte le informazioni necessarie per prevedere le conseguenze di tali scelte.
L'estremo opposto è costituito dai giochi di "pura fortuna", dove il giocatore in effetti non ha la possibilità di eseguire alcuna scelta strategica; si tratta normalmente di giochi per bambini, come il gioco dell'oca.
La maggior parte dei giochi per adulti con componente casuale, invece, si possono classificare come "giochi statistici". In questo caso l'elemento casuale è presente, ma la sua rilevanza viene ridimensionata dalla legge dei grandi numeri ed è possibile agire strategicamente sulla base di considerazioni statistiche. In RisiKo!, per esempio, l'andamento delle battaglie è governato da una serie di lanci di dadi, ma le probabilità di vincere o perdere uno scontro possono essere calcolate in maniera precisa a partire dall'entità delle forze in campo. Un altro gioco tipicamente statistico è I coloni di Catan, in cui la probabilità di ottenere un certo risultato casuale è addirittura indicata esplicitamente sul tabellone di gioco. L'elemento casuale può essere ottenuto con mezzi molto diversi: il più frequente è certamente il dado, spesso (ma non sempre) a sei facce, oppure mazzi di carte particolari come gli "Imprevisti" di Monopoly.
Sebbene alcuni puristi considerino l'elemento casuale nei giochi poco desiderabile, altri sostengono che il caso, per lo meno nei giochi di tipo statistico, possa condurre a problemi strategici più interessanti e ricchi di sfaccettature, attraverso concetti come il valore atteso e la gestione del rischio.

### Presenza della diplomazia

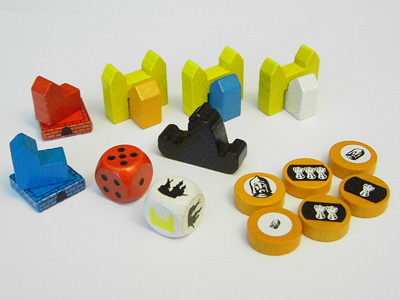
Materiali di gioco de I coloni di Catan (espansione Città e Cavalieri).

Un altro elemento importante in un gioco da tavolo è la presenza o meno di elementi di diplomazia (il concetto si applica, solitamente, a giochi per almeno tre giocatori) ovvero la possibilità dei giocatori di stringere alleanze, stabilire accordi e così via. Ne I coloni di Catan, per esempio, è fondamentale convincere gli altri giocatori a stabilire rapporti commerciali. Anche in RisiKo! il fattore diplomatico può essere fondamentale, benché il regolamento ufficiale escluda esplicitamente la possibilità di stringere alleanze.
Nei giochi con diplomazia vengono messi in campo una serie di qualità personali che non hanno spazio negli altri giochi, come la capacità di persuadere e l'abilità di mediazione. Tipicamente, i giocatori in svantaggio si coalizzano contro quello che sembra star vincendo; già convincere gli altri giocatori che un certo giocatore è vicino alla vittoria diventa quindi un aspetto del gioco (laddove il "vantaggio" dipenda da elementi non direttamente o oggettivamente osservabili). In alcuni giochi, come Diplomacy, la diplomazia è l'elemento predominante.

## Altre classificazioni e alcune famiglie di giochi

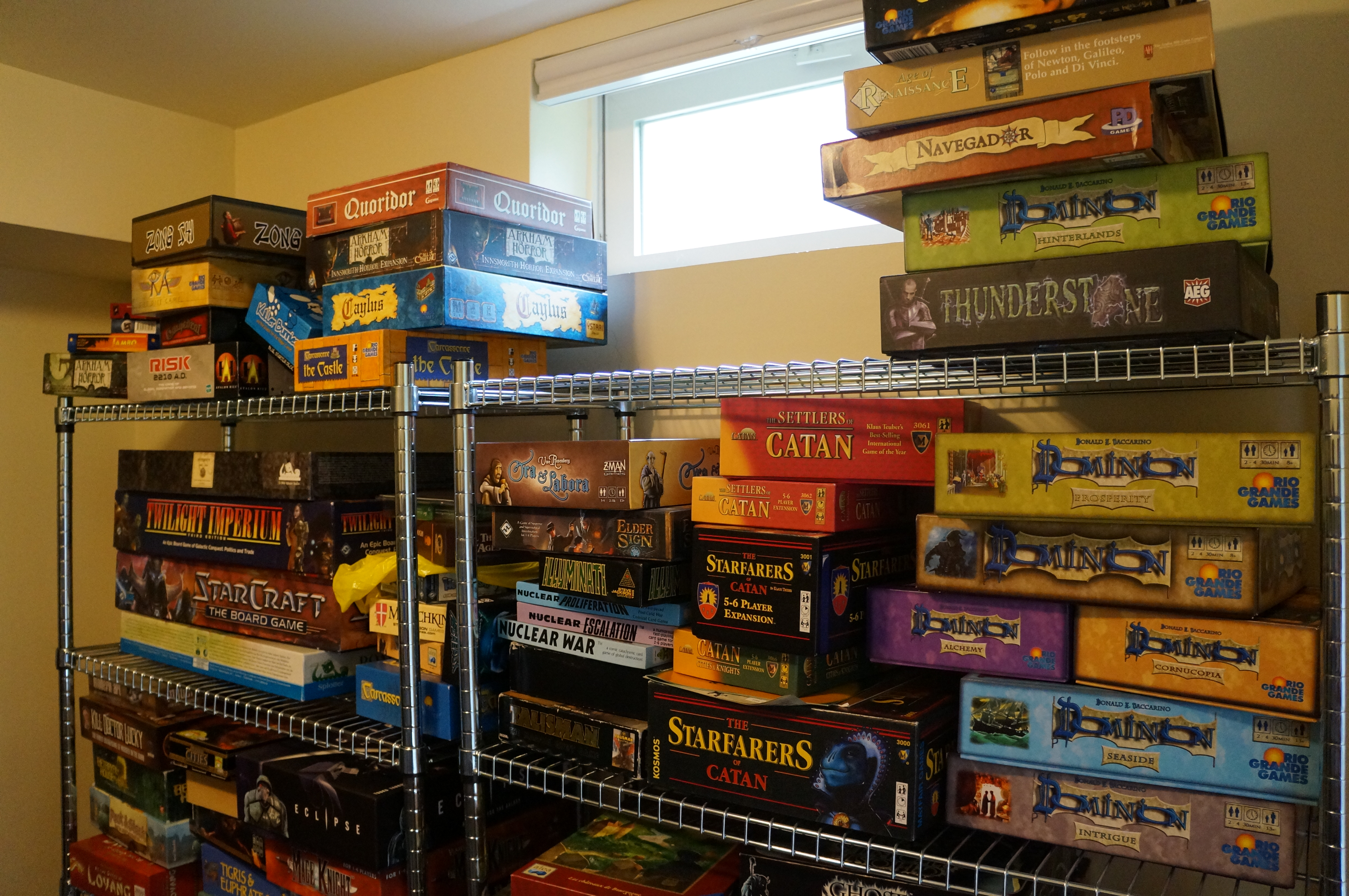
Uno scaffale di giochi da tavolo, di varia origine.

Si possono ovviamente suddividere i giochi da tavolo (come qualsiasi altra categoria di giochi) anche in funzione del numero minimo e massimo di partecipanti, del livello di difficoltà delle regole (solitamente indicato nella confezione del gioco in termini di età minima consigliata per i giocatori), della durata delle partite (con giochi che si risolvono tipicamente in mezz'ora o meno, come Clans, a giochi che possono durare molte ore, come gli scacchi o la maggior parte dei wargame); e così via.
Vi sono poi una serie di famiglie di giochi che si possono identificare chiaramente, in maniera indipendente dalle precedenti classificazioni.

### Giochi di percorso
Nei giochi di percorso, il tabellone rappresenta un "tragitto" che deve essere compiuto dai giocatori, e il vincitore è normalmente il giocatore che arriva per primo al traguardo. Si può citare ancora una volta il gioco dell'oca, ma esistono anche molti giochi di percorso più complessi come Taboo.

### Party game
I party game sono giochi da tavolo che incoraggiano l'interazione sociale. Generalmente hanno regole facili, una preparazione veloce e durata contenuta; spesso sono basati sulle abilità dei partecipanti, tipo colpo d'occhio, intuizione, pensiero laterale, capacità di inventare storie, capacità di bluff, la fortuna è generalmente presente e possono essere giocati da gruppi di persone abbastanza grandi.

### Giochi di posizionamento
Si tratta di una categoria di giochi piuttosto diffusa in Germania, in cui la dinamica è incentrata sul posizionamento di pedine sul tabellone, allo scopo di ottenere determinati risultati per esempio di tipo geometrico; in alcuni casi, addirittura, il tabellone è il "risultato" delle azioni di posizionamento (per esempio di tasselli che vanno a comporre gradualmente il tabellone in un modo che ricorda i puzzle); il caso più celebre è probabilmente Carcassonne.

### Giochi di carte

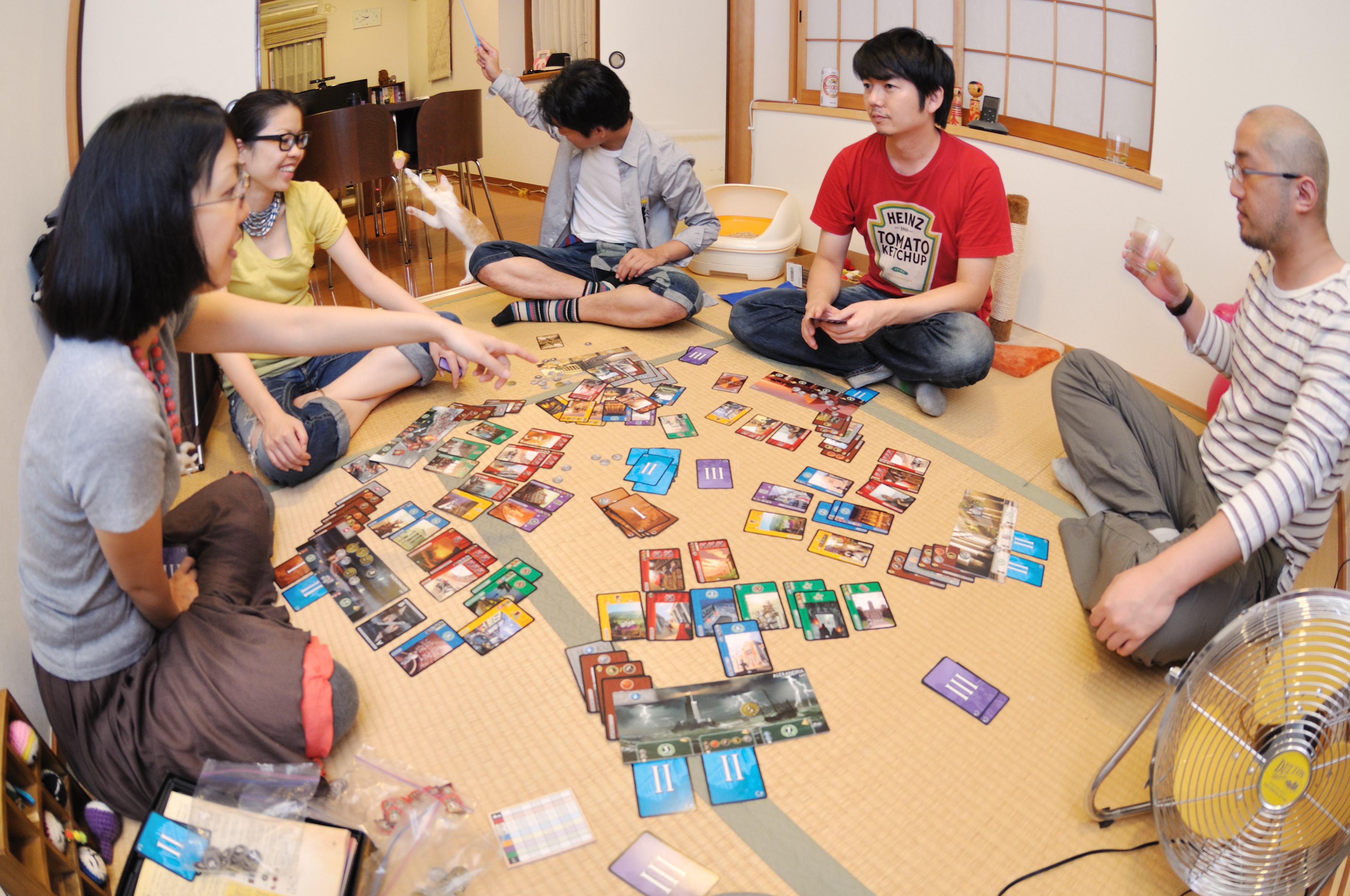
Una partita a 7 Wonders: gioco di carte vincitore di numerosi premi.

Alcuni giochi da tavolo non utilizzano un tabellone, ma si giocano solo, o principalmente, facendo uso di speciali carte. In questo caso non ci riferiamo ai giochi di carte propriamente detti, ovvero che fanno uso di mazzi di carte tradizionali (per esempio da briscola o da ramino), bensì a quei giochi che utilizzano mazzi di carte appositamente progettati. L'uso delle carte anziché di altri supporti fisici può spesso considerarsi un fatto accidentale, che non implica necessariamente particolari differenze tecniche rispetto ai giochi con tabellone; I coloni di Catan, per esempio, esiste sia nella versione con tabellone che nella versione con le carte.

### Wargame
I wargame sono giochi da tavolo che simulano in maniera "accurata" guerre e battaglie. In alcuni casi l'enfasi è proprio sul realismo della simulazione, e questo può facilmente implicare regole anche molto difficili, accettabili solo dai veri appassionati e improponibili per il giocatore medio. Vi sono tuttavia anche wargame che cercano un compromesso fra il realismo delle meccaniche di gioco e la giocabilità; è il caso, per esempio, di molte produzioni della casa editrice (oggi scomparsa) International Team, come Zargo's Lords o Kroll & Prumni. Moltissimi wargame hanno ambientazione storica, ma non mancano esempi di wargame fantasy, fantascientifici, e così via. Per motivi tecnici, una gran parte dei wargame utilizzano plance di gioco caratterizzate da una griglia esagonale (si parla spesso, in tal caso, di "wargame esagonali") che consente una miglior simulazione degli spostamenti.

### Giochi di miniature
I giochi di miniature (che spesso sono wargame, detti in tal caso wargame tridimensionali) sono quelli in cui i pezzi stessi sono miniature realizzate con particolare realismo, elemento che pone questi giochi al confine con il modellismo.

### Giochi in stile tedesco

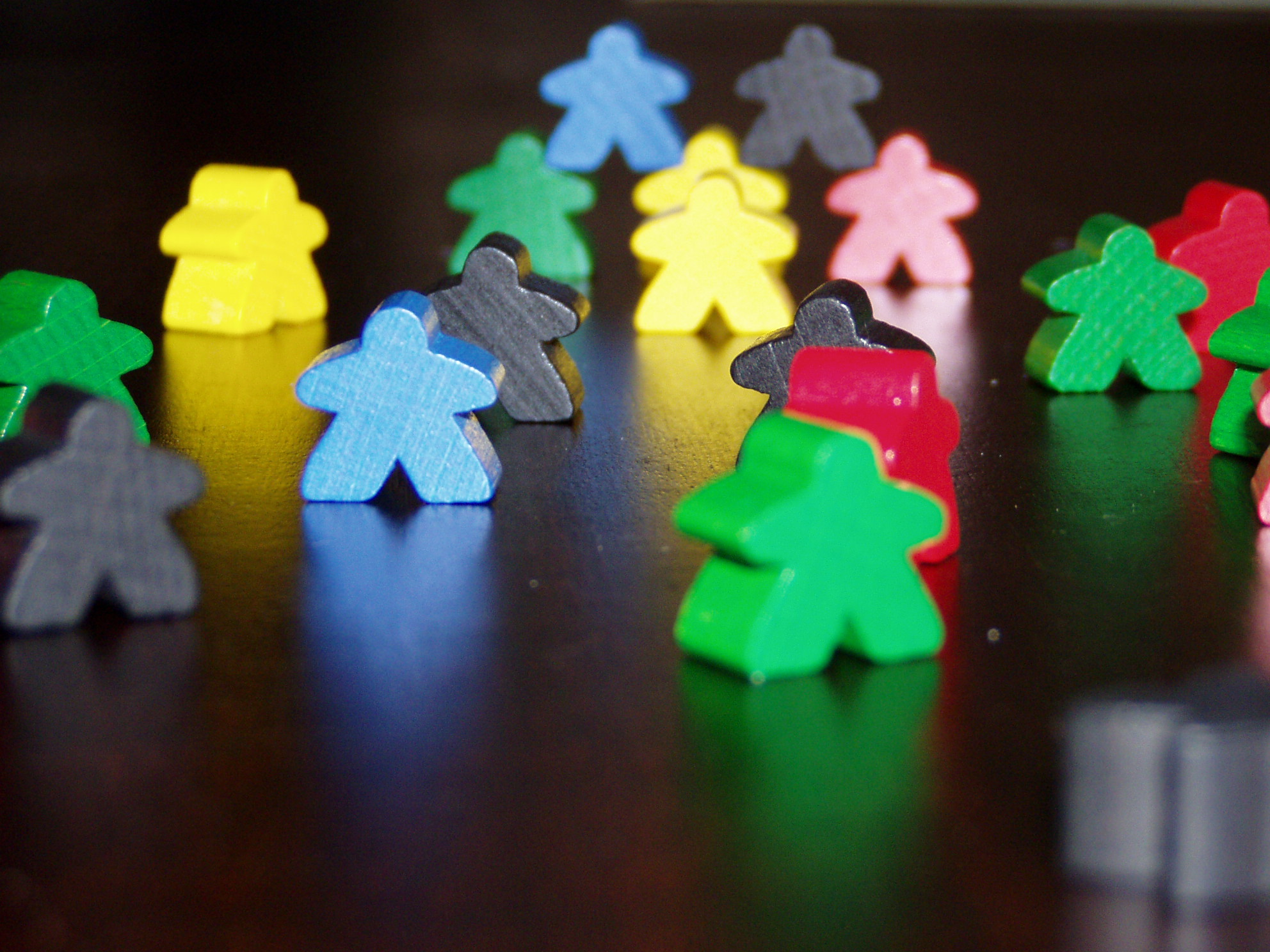
Le famose pedine di Carcassonne: i meeples.

Uno dei filoni più vitali e innovativi nel mercato dei giochi da tavolo è quello dei giochi della tradizione tedesca; fra i giochi considerati "classici" di questa tradizione si possono citare I coloni di Catan, Carcassonne e Puerto Rico. Si tratta in genere di giochi caratterizzati da elementi strategici, regole semplici e adatte al gioco in famiglia, componentistica di buona qualità, e breve durata delle partite. Alcuni autori e produttori di giochi italiani e di altre nazioni si ispirano chiaramente a questa tradizione; un esempio per l'Italia è Leo Colovini.

### Giochi americani
Quasi in contrapposizione al gioco alla tedesca è il filone americano. I giochi all'americana sono principalmente, ma non solo, di simulazione, spesso storica, ma anche di rappresentazione di realtà industriali, luoghi di fantascienza, ecc. Di solito hanno una durata piuttosto elevata, da 2 ore in su, e hanno una componentistica particolarmente ricca e curata. La caratteristica dominante del gioco "americano" è l'elevata ambientazione dello stesso, ovvero la meccanica del gioco non è quasi mai avulsa dal suo contesto.
Oggi la tradizione americana resiste ricevendo però una forte influenza da quella tedesca. Recentemente sono stati immessi sul mercato nuovi giochi che si pongono a metà tra i due filoni prendendo il meglio da entrambi, come la versione da tavolo del recente videogioco Age of Empires III: Age of Discovery.

### Giochi di critica sociale
I giochi sono stati utilizzati spesso, soprattutto nella storia recente, come mezzo di propaganda, satira o sensibilizzare l'opinione pubblica su certe tematiche sociali. Questi giochi, generalmente prodotti da case editrici minori o allegati a giornali, possono rappresentare semplici rivisitazioni di giochi preesistenti arricchiti però dal messaggio di critica sociale, oppure avere meccanismi di gioco originali. Tra i primi si cita il francese Plan Social, il cui scopo è quello di licenziare i propri operai e delocalizzare la propria azienda in Cina, ma le regole sono in realtà simili a quelle di UNO.

### Giochi cooperativi

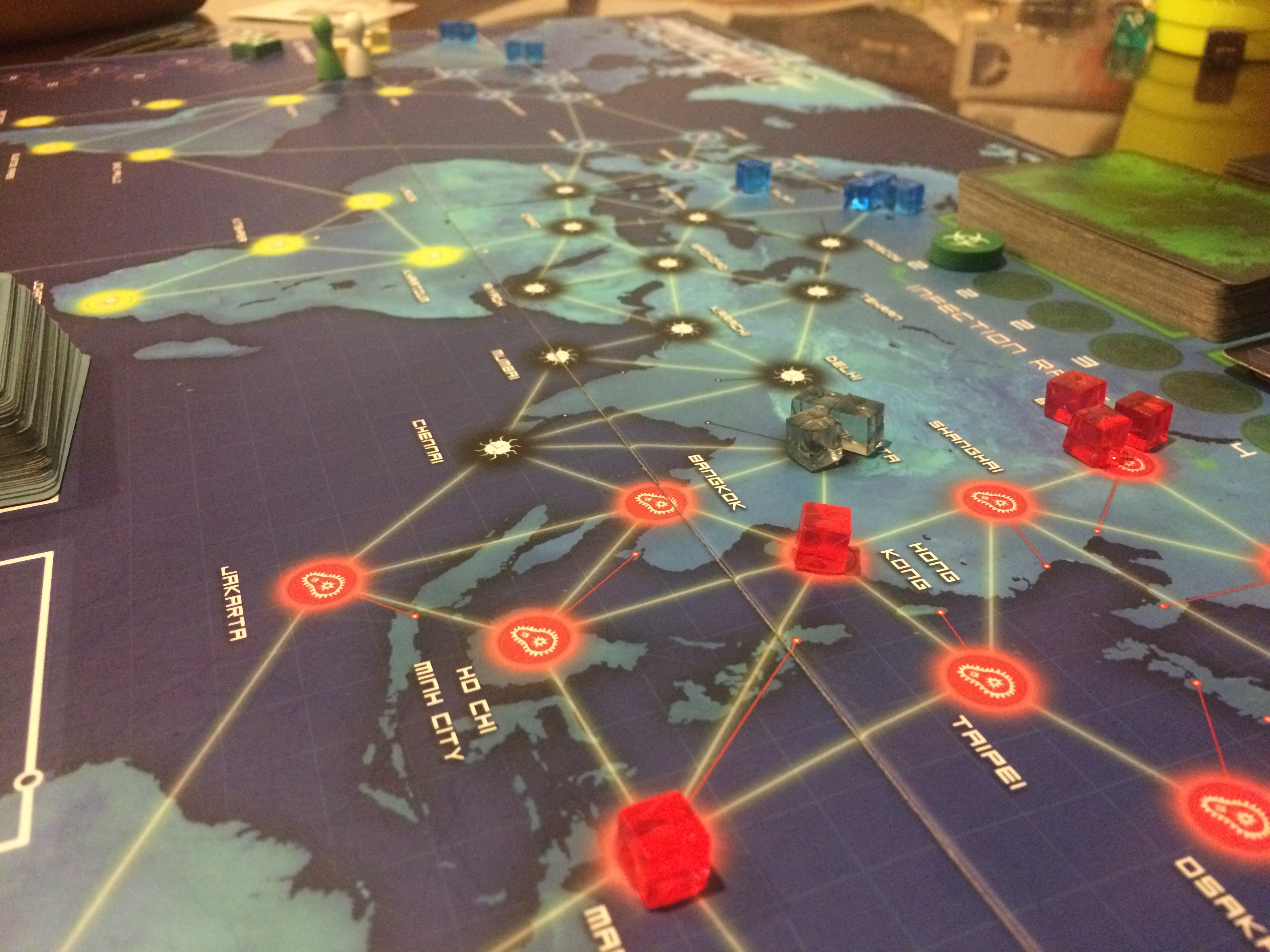
Il tabellone di Pandemia, uno dei giochi cooperativi di maggior successo

In questo tipo di giochi, chiamati anche collaborativi, i giocatori uniscono le forze "contro" il gioco per raggiungere un obiettivo comune, vincendo o eventualmente perdendo tutti assieme. I giochi cooperativi enfatizzano la cooperazione sulla competizione tra i giocatori. I partecipanti in genere giocano contro il gioco, e talvolta anche contro uno o due altri giocatori, che assumono il ruolo di traditori.
Hanno cominciato a diffondersi a partire dagli anni 2000 grazie a giochi molto popolari come Pandemia o Hanabi.
Nel 2017 sono diventati popolari giochi cooperativi ispirati all'"escape room", tra quelli più noti troviamo Escapoly (un gioco da tavolo che permette di trasformare la propria casa in una scena del crimine) e The Game.

### Giochi di destrezza
Un'altra famiglia di giochi da tavolo è quella dei giochi che non richiedono abilità intellettuali, ma piuttosto abilità manuali e di destrezza. Appartengono a questa famiglia giochi come gli aliossi, gli Shangai e Jenga.

## Storia

### I giochi da tavolo nell'antichità

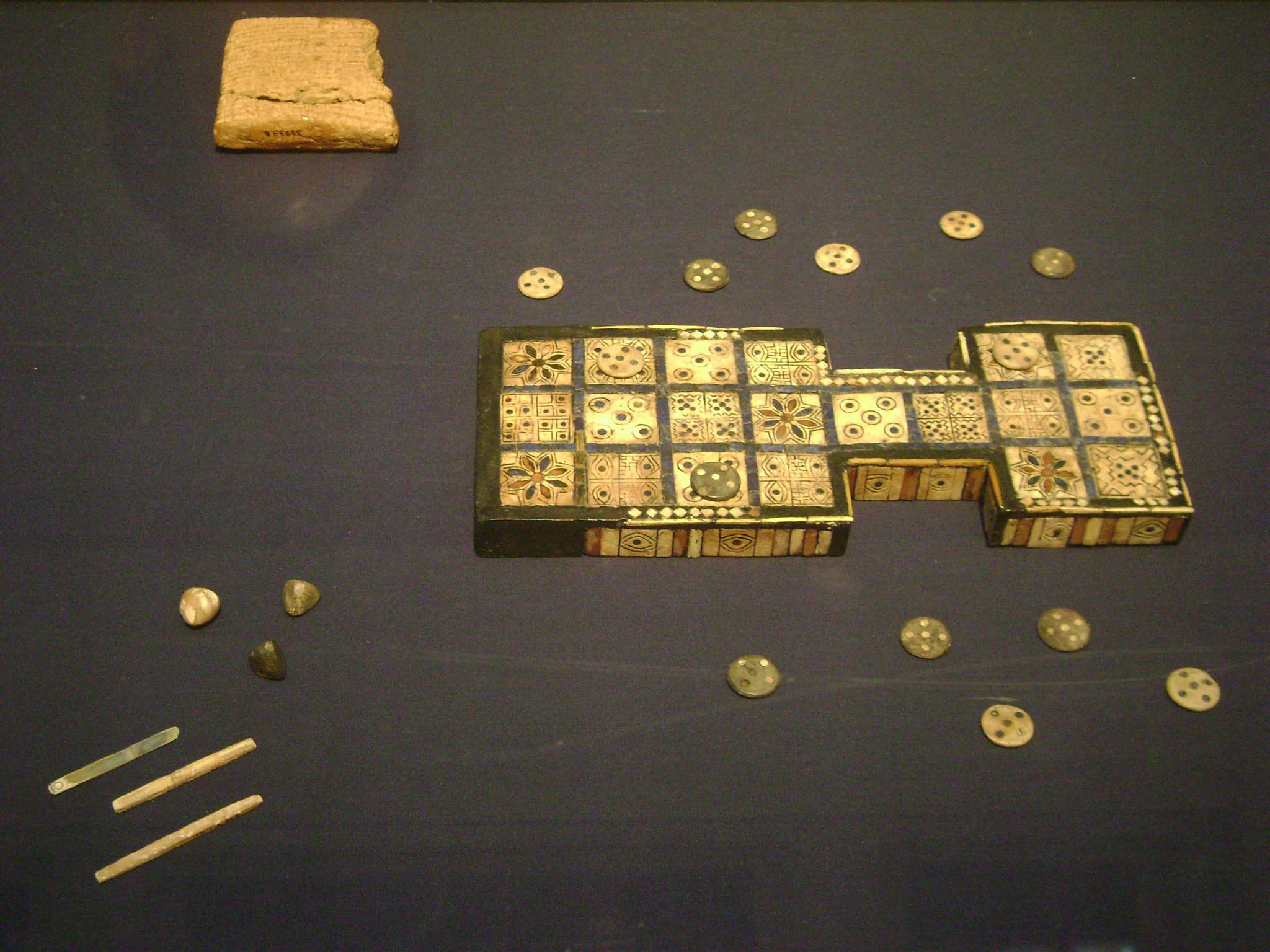
Tavola e componenti del Gioco reale di Ur, il gioco da tavolo più antico che ci sia giunto completo.

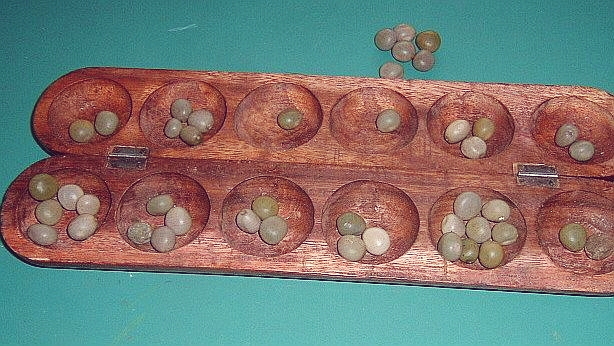
Un tavoliere da mancala.

I giochi da tavolo hanno una lunga storia e sono stati giocati nella maggior parte delle culture e delle società; alcuni (come i mancala) apparvero in tempi antichissimi, forse addirittura prima della scrittura. Numerosi siti archeologici, artefatti e documenti forniscono importanti indizi circa la storia dei giochi da tavolo:
- La tomba reale di Merknera contiene le raffigurazioni del gioco egizio Senet, il più antico gioco da tavolo noto. Una foto dell'affresco trovato in questa tomba egizia appare in Okno do svita deskovych her
- La tomba reale di Ur conteneva vari giochi, fra cui il Gioco reale di Ur. Questi giochi furono riportati alla luce da C. Leonard Woolley, ma il libro che descrive gli scavi non dice molto sui giochi ritrovati. La maggior parte di questi giochi si trova oggi esposta al British Museum di Londra.
- La Lista di giochi del Buddha è la più antica lista di giochi nota.
- Il Libro de los juegos è un antico manoscritto, commissionato da Alfonso X di Castiglia, che traduce il regolamento di numerosi giochi dall'arabo allo spagnolo. Poiché la maggior parte degli originali arabi sono andati perduti, il manoscritto di Alfonso è un'importantissima fonte storica e rappresenta la più antica trascrizione nota delle regole di molti giochi classici.
- Il tetto del tempio di Kurna, ancora in Egitto, riporta incisi molti tavolieri di giochi; viene datato circa 1400 a.C.

### Cronologia
- XXXIII secolo a.C.-XXVII secolo a.C. – il gioco egizio Senet dipinto nella tomba di Merknera [5]
- XXV secolo a.C. – raffigurazioni del Senet e dell'Han nella tomba di Rashepes
- 2560 a.C. – il gioco reale di Ur
- XXI secolo a.C. – un dipinto in una tomba a Benihassan rappresenta due tavolieri di giochi ignoti (riportato da Falkner, vedi bibliografia). Il secondo gioco potrebbe essere il Tau.
- XVI secolo a.C. – il tavoliere del Liubo inciso nella roccia. Dipinti del gioco di Cnosso[6]
- XV secolo a.C. – diversi giochi da tavolo (fra cui Alquerque, Mulino, Tris, e probabilmente un Mancala) incisi sul tetto del tempio di Kurna (riportato da Fiske e Bell, vedi bibliografia)
- 200 a.C. – tavoliere del Weiqi ritrovato nel 1954 nella contea di Wangdu, attualmente esposto presso il Beijing Historical Museum[7]
- 116 a.C. – 27 a.C. – un testo in latino di Marco Terenzio Varrone contiene il più antico riferimento noto al gioco latrunculi (spesso confuso come Ludus duodecim scriptorum, il gioco menzionato da Ovidio).[8]
- 9 a.C. – 8 a.C. – lo Shuo yuan di Liu Xiang contiene il più antico riferimento noto allo Xiangqi anche se il gioco in questione non è lo stesso noto posteriormente con lo stesso nome di Xiangqi ma un gioco con regole e pezzi diversi di cui si è perso il modo effettivo di giocare.
- 1 a.C.-8 d.C. – l'Ars amatoria di Ovidio contiene il più antico riferimento noto allo Ludus duodecim scriptorum.
- 220 d.C.-265 d.C. – il gioco del Nard arriva in Cina con il nome t'shu-p'u (riportato da Hun Tsun Sii. In seguito ebbe grande diffusione in epoca della dinastia Tang col nome di Shuang liu)
- V secolo d.C. - Il più antico ritrovamento in Danimarca di una tavola di tafl

### I giochi da tavolo oggi

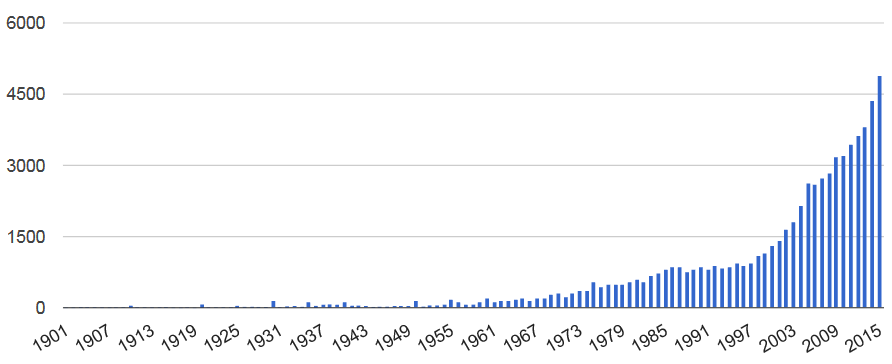
Giochi da tavolo pubblicati per anno (1900-2015). Grafico basato sul database di BoardGameGeek e sui dati di:.

I giochi da tavolo e i giochi in scatola iniziarono a diffondersi nel XX secolo, in seguito alla nascita di un ceto medio che aveva a disposizione denaro da spendere e tempo libero. La popolarità del gioco da tavolo crebbe ancora di più dopo la seconda guerra mondiale, epoca in cui vennero inventati molti dei giochi che oggi sono considerati classici del genere.
L'avvento della tecnologia informatica ha portato i videogiochi, che certamente hanno sottratto ai giochi da tavolo parte dell'attenzione di cui godevano in precedenza; in particolare, sta rapidamente declinando la categoria dei giochi da tavolo con regole molto complesse, che si prestano evidentemente a essere applicate dal calcolatore in modo più veloce, rapido e affidabile.
Tuttavia, i videogiochi non svolgono, a oggi, molti dei ruoli chiave del gioco da tavolo (in particolare l'aggregazione e l'intrattenimento familiare), per cui è improbabile che possano soppiantarli del tutto. In effetti, esiste anche una certa interazione fra le due categorie di giochi: alcuni videogiochi (per esempio HeroQuest) sono trasposizioni di giochi da tavolo, e alcuni giochi da tavolo (per esempio Civilization), viceversa, derivano da videogiochi di successo.